# Limbach (Burgau)

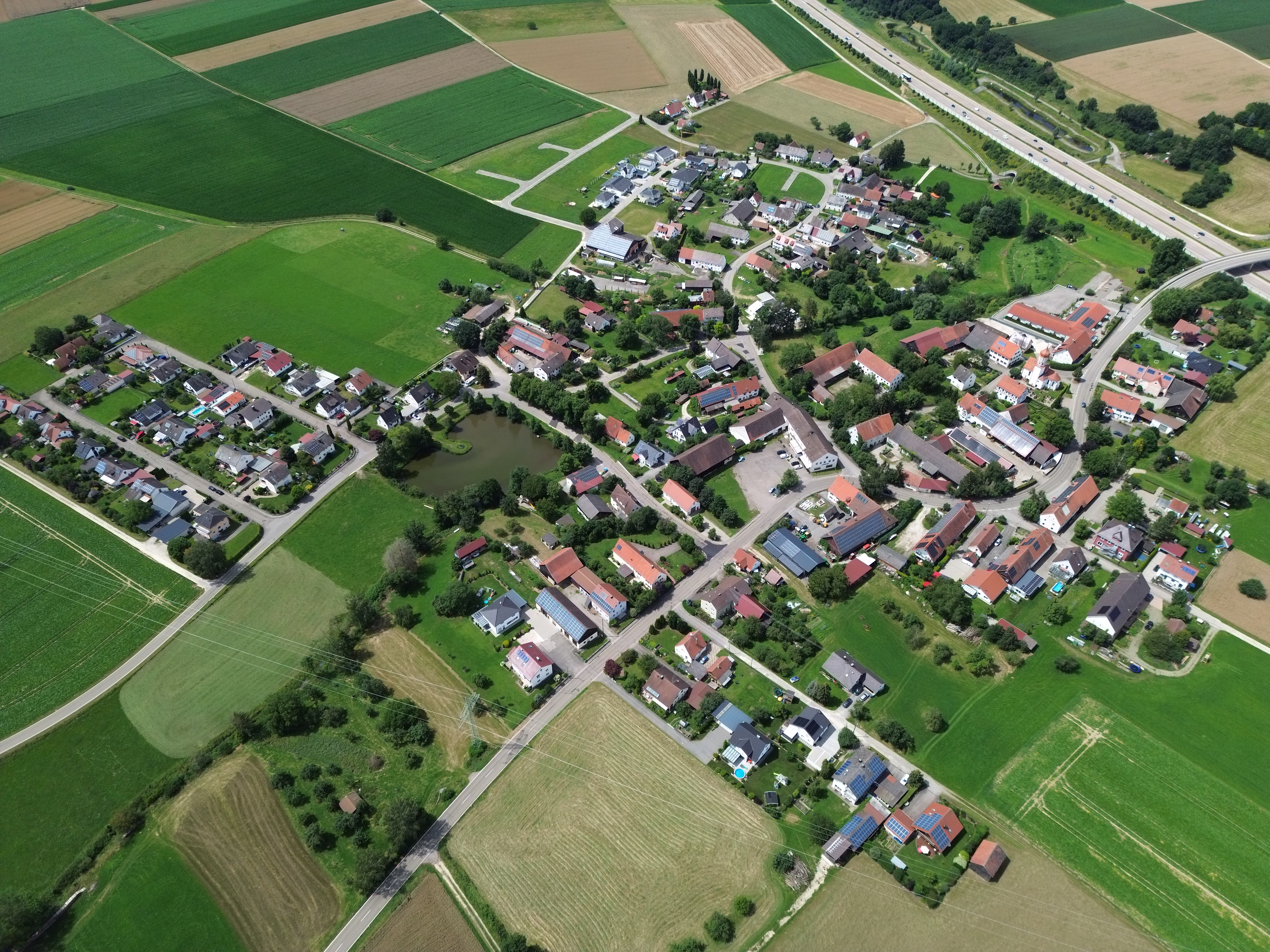
Limbach von Oben

Limbach ist ein Ortsteil der Stadt Burgau im bayerisch-schwäbischen Landkreis Günzburg.

## Lage
Das Pfarrdorf liegt knapp fünf Kilometer westlich von Burgau im Tal des zur Günz hin entwässernden Deffinger Bachs. Das Dorf liegt südlich der B 10 und der Autobahn A 8 an der Kreisstraße GZ 15.

## Geschichte
Limbach wurde schon vor dem Jahr 1300 erstmals urkundlich erwähnt. Ab dem 14. Jahrhundert gehörte der Ort zum Herrschaftsbereich des Klosters Wettenhausen. Im Zuge der Säkularisation in Bayern im Jahr 1803 kam Limbach, wie das gesamte Territorium des Klosters Wettenhausen, an Bayern.
Im Zuge der bayerischen Gebietsreform wurde Limbach, das bis zu diesem Zeitpunkt eine selbstständige Gemeinde war, am 1. Mai 1978 in die Stadt Burgau eingemeindet.
Von 1679 bis 1788 stand nördlich des Dorfes das Wallfahrtskirchlein Maria-Königin-Bild. Aufgrund der Beliebtheit der Wallfahrt wurde der ursprüngliche Bau in den Jahren 1691 bis 1694 durch ein größeres Kirchengebäude ersetzt. Das Gnadenbild der Wallfahrtskirche blieb erhalten und ist am linken Seitenaltar der Burgauer Pfarrkirche zu sehen. Seit 1964 steht an dem Ort der ehemaligen Wallfahrtskirche wieder eine kleine Kapelle.

## Sehenswürdigkeiten
Die das Ortsbild prägenden Gebäude sind das 1630 erbaute Pfarrhaus sowie die Pfarrkirche St. Stephan aus dem frühen 16. Jahrhundert, die um 1755 nach Plänen von Joseph Dossenberger im Stil des Barock umgebaut wurde.

## Persönlichkeiten
- Der Augsburger Domkomponist Karl Kempter wurde am 17. Januar 1819 in Limbach geboren.

## Bilder

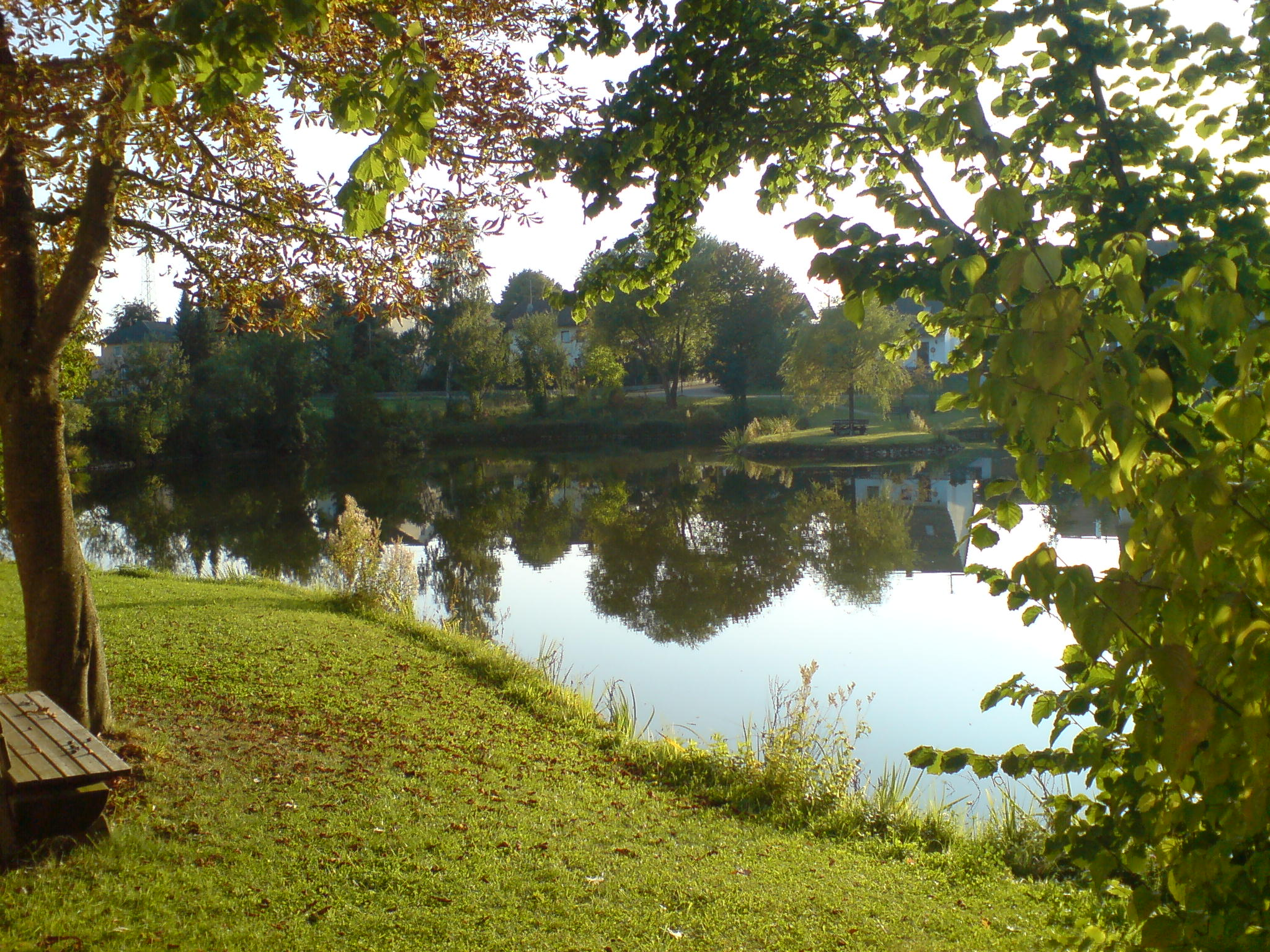
Limbacher Dorfweiher
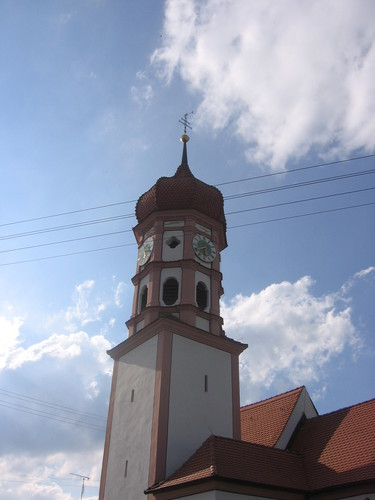
Limbacher Kirche